# Sköns tingslags valkrets
Sköns tingslags valkrets var i valen till andra kammaren 1890–1908 en egen valkrets med ett mandat. Valkretsen, som motsvarade större delen av kustlandsbygden i Medelpad (däremot inte Sundsvalls stad, som bildade egen valkrets), avskaffades vid införandet av proportionellt valsystem i valet 1911 och uppgick då i Medelpads valkrets. 

## Riksdagsmän
- Carsten Jacobsen (1891–1893)
- Gustaf Thor, folkp 1895–1899 (1894–1899)
- Herman Kvarnzelius, folkp 1900, lib s 1900–1911 (1900–1911)

## Valresultat

### 1896
| Andrakammarvalet i Sverige 1896: Sköns tingslags valkrets | Andrakammarvalet i Sverige 1896: Sköns tingslags valkrets | Andrakammarvalet i Sverige 1896: Sköns tingslags valkrets | Andrakammarvalet i Sverige 1896: Sköns tingslags valkrets | Andrakammarvalet i Sverige 1896: Sköns tingslags valkrets | Andrakammarvalet i Sverige 1896: Sköns tingslags valkrets |
| Parti                                                     | Parti                                                     | Kandidat                                                  | Röster                                                    | %                                                         | ±                                                         |
| --------------------------------------------------------- | --------------------------------------------------------- | --------------------------------------------------------- | --------------------------------------------------------- | --------------------------------------------------------- | --------------------------------------------------------- |
|                                                           | Folkpartiet                                               | Gustaf Thor                                               | 613                                                       | 83,1                                                      |                                                           |
|                                                           | Partilös högerfrihandlare                                 | G.B. Modin                                                | 124                                                       | 16,8                                                      |                                                           |
|                                                           | Annat                                                     | Övriga kandidater                                         | 1                                                         | 0,1                                                       |                                                           |
| Valdeltagande                                             | Valdeltagande                                             | Valdeltagande                                             | 738                                                       | 65,2                                                      |                                                           |

### 1899
| Andrakammarvalet i Sverige 1899: Sköns tingslags valkrets | Andrakammarvalet i Sverige 1899: Sköns tingslags valkrets | Andrakammarvalet i Sverige 1899: Sköns tingslags valkrets | Andrakammarvalet i Sverige 1899: Sköns tingslags valkrets | Andrakammarvalet i Sverige 1899: Sköns tingslags valkrets | Andrakammarvalet i Sverige 1899: Sköns tingslags valkrets |
| Parti                                                     | Parti                                                     | Kandidat                                                  | Röster                                                    | %                                                         | ±                                                         |
| --------------------------------------------------------- | --------------------------------------------------------- | --------------------------------------------------------- | --------------------------------------------------------- | --------------------------------------------------------- | --------------------------------------------------------- |
|                                                           | Liberala samlingspartiet                                  | Herman Kvarnzelius                                        | 609                                                       | 59,0                                                      |                                                           |
|                                                           | Annat                                                     | A.P. Åkerberg i Timrå                                     | 404                                                       | 39,2                                                      |                                                           |
|                                                           | Annat                                                     | Övriga kandidater                                         | 19                                                        | 1,8                                                       |                                                           |
| Valdeltagande                                             | Valdeltagande                                             | Valdeltagande                                             | 1,032                                                     | 72,9                                                      |                                                           |

Valet ägde rum den 27 augusti 1899. Inga röster kasserades.

### 1902
| Andrakammarvalet i Sverige 1902: Sköns tingslags valkrets | Andrakammarvalet i Sverige 1902: Sköns tingslags valkrets | Andrakammarvalet i Sverige 1902: Sköns tingslags valkrets | Andrakammarvalet i Sverige 1902: Sköns tingslags valkrets | Andrakammarvalet i Sverige 1902: Sköns tingslags valkrets | Andrakammarvalet i Sverige 1902: Sköns tingslags valkrets |
| Parti                                                     | Parti                                                     | Kandidat                                                  | Röster                                                    | %                                                         | ±                                                         |
| --------------------------------------------------------- | --------------------------------------------------------- | --------------------------------------------------------- | --------------------------------------------------------- | --------------------------------------------------------- | --------------------------------------------------------- |
|                                                           | Liberala samlingspartiet                                  | Herman Kvarnzelius                                        | 852                                                       | 83,8                                                      | +24,8                                                     |
|                                                           | Annat                                                     | Närmaste kandidat                                         | 153                                                       | 15,0                                                      |                                                           |
|                                                           | Annat                                                     | Övriga kandidater                                         | 12                                                        | 1,2                                                       |                                                           |
| Valdeltagande                                             | Valdeltagande                                             | Valdeltagande                                             | 1,021                                                     | 53,1                                                      |                                                           |

Valet ägde rum den 7 september 1902. 4 röster kasserades.

### 1905
| Andrakammarvalet i Sverige 1905: Sköns tingslags valkrets | Andrakammarvalet i Sverige 1905: Sköns tingslags valkrets | Andrakammarvalet i Sverige 1905: Sköns tingslags valkrets | Andrakammarvalet i Sverige 1905: Sköns tingslags valkrets | Andrakammarvalet i Sverige 1905: Sköns tingslags valkrets | Andrakammarvalet i Sverige 1905: Sköns tingslags valkrets |
| Parti                                                     | Parti                                                     | Kandidat                                                  | Röster                                                    | %                                                         | ±                                                         |
| --------------------------------------------------------- | --------------------------------------------------------- | --------------------------------------------------------- | --------------------------------------------------------- | --------------------------------------------------------- | --------------------------------------------------------- |
|                                                           | Liberala samlingspartiet                                  | Herman Kvarnzelius                                        | 1,036                                                     | 98,1                                                      | +14,3                                                     |
|                                                           | Annat                                                     | Närmaste kandidat                                         | 13                                                        | 1,2                                                       |                                                           |
|                                                           | Annat                                                     | Övriga kandidater                                         | 7                                                         | 0,7                                                       |                                                           |
| Valdeltagande                                             | Valdeltagande                                             | Valdeltagande                                             | 1,058                                                     | 51,9                                                      |                                                           |

Valet ägde rum den 17 september 1905. 2 röster kasserades.

### 1908
| Andrakammarvalet i Sverige 1908: Sköns tingslags valkrets | Andrakammarvalet i Sverige 1908: Sköns tingslags valkrets | Andrakammarvalet i Sverige 1908: Sköns tingslags valkrets | Andrakammarvalet i Sverige 1908: Sköns tingslags valkrets | Andrakammarvalet i Sverige 1908: Sköns tingslags valkrets | Andrakammarvalet i Sverige 1908: Sköns tingslags valkrets |
| Parti                                                     | Parti                                                     | Kandidat                                                  | Röster                                                    | %                                                         | ±                                                         |
| --------------------------------------------------------- | --------------------------------------------------------- | --------------------------------------------------------- | --------------------------------------------------------- | --------------------------------------------------------- | --------------------------------------------------------- |
|                                                           | Liberala samlingspartiet                                  | Herman Kvarnzelius                                        | 764                                                       | 99,4                                                      | +1,3                                                      |
|                                                           | Annat                                                     | Närmaste kandidat                                         | 2                                                         | 0,3                                                       |                                                           |
|                                                           | Annat                                                     | Övriga kandidater                                         | 2                                                         | 0,3                                                       |                                                           |
| Valdeltagande                                             | Valdeltagande                                             | Valdeltagande                                             | 770                                                       | 34,1                                                      |                                                           |

Valet ägde rum den 6 september 1908. 2 röster kasserades.